# 中国农业科学院麻类研究所
中国农业科学院麻类研究所是中华人民共和国的一所麻类研究机构，是中国农业科学院直属事业单位，位于湖南省长沙市。1958年成立。